# Odontopsammodius decuiella
Odontopsammodius decuiella är en skalbaggsart som beskrevs av Fortuné Chalumeau 1979. Odontopsammodius decuiella ingår i släktet Odontopsammodius och familjen Aphodiidae. Inga underarter finns listade i Catalogue of Life.